# Урало-Сибирский радиотелевизионный передающий центр
Урало-Сибирский региональный радиотелевизионный передающий центр (филиал РТРС «Урало-Сибирский РЦ») — подразделение Российской телевизионной и радиовещательной сети (РТРС), основной оператор цифрового эфирного и аналогового эфирного теле- и радиовещания в Тюменской области, включая Ханты-Мансийский автономный округ и Ямало-Ненецкий  автономный округ. Филиал — единственный исполнитель мероприятий по строительству цифровой эфирной телесети в регионе в соответствии с федеральной целевой программой «Развитие телерадиовещания в Российской Федерации на 2009—2018 годы».
Центр обеспечивает 20-ю бесплатными цифровыми эфирными телеканалами в стандарте DVB-T2 и радиостанциями, входящими в первый и второй мультиплексы цифрового эфирного телевидения, 97,72 % населения Тюменской области, 99,76 % населения Ханты-Мансийского автономного округа и 96,7 % населения Ямало-Ненецкого автономного округа. Эфирную трансляцию в регионе обеспечивают 139 радиотелевизионных станций: 28 на юге области, 80 в ХМАО и 31 в ЯНАО. До перехода на цифровое эфирное телевидение в районах Тюменской области можно было принимать в среднем пять аналоговых программ.

## История
1950—1970-е годы
История тюменского телевидения началась 25 октября 1957 года с выхода в эфир первой телепередачи. Телецентр был организован силами энтузиастов-радиолюбителей во главе с главным инженером Николаем Стояновым. Располагался телецентр в центре города Тюмени в здании почтамта, а приемо-передающей антенной служила старая буровая вышка. Местные телепередачи проводились из студии ежедневно по два часа. Союзного телевидения в Тюмени еще не было. Официальной точкой отсчета появления Тюменского телевидения стало постановление Совета Министров РСФСР от 20 августа 1958 года за № 955, в котором говорилось об организации в Тюменской области Комитета по радиовещанию и телевидению.
В 1964 году в Тюмени была построена телебашня высотой 150 метров.
В 1965 году на ул. Пермякова, 6 начал работу новый телецентр, построенный по типовому проекту и действующий до сих пор. С этого момента начинается бурное развитие телевидения, расширяется зона уверенного приема. В Ишиме и Заводоуковске построены новые телевизионные ретрансляторы.
В 1966 году проведены первые прямые телевизионные трансляции с получением передвижной телевизионной станции (ПТС).
В 1967 году в областную столицу пришло Центральное телевидение. 14 ноября 1967 года в Тюмени организована «Дирекция радиорелейной линии и телевизионной ретрансляционной станции» Тюменского областного производственно-технического управления связи Министерства связи СССР. Начальником назначен Н. С. Стоянов. С этого времени телепередающая сеть в Тюменской области начала активно развиваться благодаря строительству радиорелейных линий и маломощных радиотелевизионных станций (РТС). В 1967 году программы Центрального телевидения увидели в Сургуте и в Тобольске. В этом же году запущен в работу телецентр в Ханты-Мансийске. Строительство радиорелейных линий (РРЛ) позволило расширить зону охвата телесигналом.
В 1969 году Первую программу Центрального телевидения увидели в Ишиме и Голышманово, далее — постепенно во всех райцентрах юга области. В 1969 году началось строительство РРЛ Сургут — Нижневартовск, Варгаши — Тюмень.
В 1971 году завершилось строительство РРЛ Тобольск — Уват, Тюмень — Ишим, в 1972 году — Демьянское — Горноправдинск.
В 1973 году сдано в эксплуатацию оборудование РРЛ Демьянское — Ханты-Мансийск.
В 1974 году введена РРЛ Тебеняк — Упорово, началось строительство РРЛ Тюмень — Ялуторовск — Тобольск — Демьянское, РРЛ Демьянское — Кондинское. В 1975 году принята в эксплуатацию линия до Ханты-Мансийска и начато строительство РРЛ Ханты-Мансийск — Октябрьское, РРЛ Октябрьское — Комсомольский и РРЛ Октябрьское — Березово.
В 1972 году Дирекция переименована в Областную телевизионную радиопередающую станцию, а в 1973 году предприятие реорганизовано в Тюменский областной радиотелевизионный передающий центр (ОРТПЦ). В 1975 году эксплуатацию введено новое техническое здание ОРТПЦ по улице Пермякова, 3а и антенно-мачтовое сооружение высотой 180 метров. Радиотелевизионный центр размещается по этому адресу до сих пор.
К концу 1976 года протяженность РРЛ достигла 2750 км. На тот момент в состав ОРТПЦ входили 73 станции РРЛ, в том числе 10 узловых, 25 маломощных ретрансляторов и семь мощных передатчиков. В ОРТПЦ работали 519 человек.
В 1977 году из структуры Тюменского ОРТПЦ выделены два радиотелевизионных передающих центра — Тюменский и Ханты-Мансийский (позднее они оба войдут в состав филиала РТРС «Урало-Сибирский РЦ»).
1980—1990-е годы
Первые пробы подачи цветного изображения состоялись еще в 1968 году. 21 января предприятие впервые выдало в эфир цветное изображение. Этот день считается началом развития цветного телевидения и технического перевооружения средств вещания в Тюмени.
Полностью радиотелецентр перешел на цветное вещание в 1985 году. В этот период Ханты-Мансийский ОРТПЦ реконструировал имеющиеся и вводил в строй новые линии связи, приобретал и устанавливал более совершенное оборудование. По спутниковым станциям «Москва» программы центрального телевидения пришли во многие города и села округа.
С 1997 по 2002 годы Ханты-Мансийский ОРТПЦ при поддержке Правительства округа создал и ввел в эксплуатацию на территории ХМАО спутниковую сеть «Югория». В ее состав вошло более 160 объектов телерадиовещания, в том числе станции спутниковой телефонной связи, объекты связи для нефтегазодобывающих предприятий, частных и муниципальных телерадиокомпаний. Сеть позволила охватить 100 % населения округа телевизионной и радиовещательной программой ОТРК «Югра», а также обеспечить телефонную связь в труднодоступных населенных пунктах.
2000—2010-е годы
В 2001 году Тюменский и Ханты-Мансийский ОРТПЦ вошли в состав Российской телевизионной и радиовещательной сети (РТРС).
В 2003 году Тюменский и Ханты-Мансийский ОРТПЦ объединились в единое предприятие — филиал РТРС «Урало-Сибирский РЦ». В эксплуатацию филиала перешли технические средства на территории Ямало-Ненецкого автономного округа.
С 2003 по 2010 годы радиотелецентр модернизировал приемо-передающую и вещательную сеть с использованием новых технологий по всей Тюменской области. Аналоговые спутниковые приемные станции были заменены на цифровые. На территории Ямала полностью обновлен парк телевизионных передатчиков и антенно-фидерных устройств.
Реконструкция и замена устаревшего оборудования позволили сократить издержки на эксплуатацию сети и повысить качество приема телерадиопрограмм «Радио России», «Маяк», каналов «Культура», «Россия», «Первый канал».

## Деятельность
В 2009 году филиал РТРС «Урало-Сибирский РЦ» был определен исполнителем мероприятий федеральной целевой программы «Развитие телерадиовещания в Российской Федерации на 2009—2018 годы» в трех регионах: Тюменская область и ХМАО вошли во вторую очередь создания общероссийской сети цифрового эфирного вещания, ЯНАО — в четвертую.
1 и 7 августа 2012 года Урало-Сибирский региональный центр РТРС запустил в работу первые цифровые объекты: началось тестовое вещание в крупнейших городах Тюменской области — Нижневартовске (ХМАО) и Тюмени.
1 октября 2012 года в Тюмени открылся Центр консультационной поддержки (ЦКП) по вопросам цифрового вещания. ЦКП работал до июля 2019 года.
14 февраля 2013 года началось цифровое вещание первого мультиплекса в столице ХМАО-Югры — Ханты-Мансийске. 1 марта 2013 года в Ханты-Мансийске состоялось торжественное открытие Центра консультационной поддержки (ЦКП) населения по вопросам цифрового телевидения.
В 2014 году Урало-Сибирский региональный центр РТРС приступил к строительству сети цифрового эфирного телевидения в Ямало-Ненецком автономном округе. 25 февраля 2014 года началось строительство центра формирования мультиплексов в Салехарде.
8 мая 2014 года началась трансляция второго мультиплекса с передающих станций в Ханты-Мансийске, Нижневартовске и Белоярском.
29 мая 2014 года состоялся запуск тестового вещания второго мультиплекса в Тобольске.
4 июля 2014 года в Тюмени и Ишиме началось вещание второго мультиплекса цифрового эфирного телевидения.
4 декабря 2014 года началась трансляция первого мультиплекса в Упорово — заключительной станции телесети на юге Тюменской области.
30 декабря 2014 года второй мультиплекс появился в Нефтеюганске и Сургуте.
В октябре 2015 года Урало-Сибирский региональный центр РТРС начал тестовое вещание первого мультиплекса в селе Газ-Сале Ямало-Ненецкого автономного округа.
9 ноября 2016 года РТРС дал старт цифрового телерадиовещания с телебашни в окружном центре Ямала — Салехарде. Первый мультиплекс стал доступен в Салехарде, Аксарке, Антипаюте, Гыде, Новом Порту, Новом Уренгое, Ныде, Сеяхе, Тольке, Уренгое, Харпе и Харсаиме. В Салехарде, Ноябрьске и Новом Уренгое дополнительно началась трансляция второго мультиплекса.
В январе 2017 года завершилось строительство сети первого мультиплекса на Ямале.
9 июня 2017 года состоялся запуск передающей станции в Ульт-Ягуне — последней в телесети ХМАО.
6 июля 2017 года филиал Урало-Сибирский региональный центр РТРС начал включение региональных программ «ГТРК Регион-Тюмень» в каналы «Россия-1», «Россия-24» и «Радио России» в составе первого мультиплекса на юге Тюменской области. Региональные программы стали доступны 97,72 % жителей юга области.
С декабря 2017 года региональные программы ГТРК «Югория» и ГТРК «Ямал» стали доступны на каналах первого мультиплекса «Россия 1», «Россия 24» и «Радио России» жителям ХМАО и ЯНАО соответственно.
В 2018 году Урало-Сибирский региональный центр РТРС включил все передатчики второго мультиплекса в регионе.
6 апреля 2019 года радиотелецентр принял участие в создании телеаллеи в музейном комплексе им. И. Я. Словцова в Тюмени. Деревья, символизирующие 20 цифровых телеканалов, высадили в сквере журналистов в июне 2019 года.
15 апреля 2019 года аналоговое вещание федеральных обязательных общедоступных телерадиоканалов прекратилось в Тюменской области и в ЯНАО, 3 июня — в ХМАО.
С 29 ноября 2019 года Урало-Сибирский региональный центр РТРС транслирует региональные блоки на федеральном канале в составе первого мультиплекса цифрового эфирного телевидения: программы телекомпании «Тюменское время» в эфире «Общественного телевидения России» стали доступны жителям региона ежедневно. Обязательные к распространению региональные каналы (так называемые каналы «21 кнопки», в число которых входит и «Тюменское время») получили возможность вещания в первом цифровом мультиплексе на канале «Общественное телевидения России» в соответствии с федеральным решением.

## Организация вещания
Урало-Сибирский региональный центр РТРС транслирует в Тюменской области, ХМАО и ЯНАО 20 телеканалов и три радиоканала в цифровом формате. В аналоговом формате транслируется четыре телеканала (один на юге Тюменской области и четыре в ХМАО) и 63 радиоканала (19 радиостанций на юге области, 34 в Ханты-Мансийском автономном округе и 10 радиостанций в ЯНАО).
Инфраструктура эфирного телевещания РТРС в Тюменской области включает:
- семь производственных подразделений
- три центра кодирования мультиплексов
- три передающих земных станции
- 139 радиотелевизионных станций
- 136 антенно-мачтовых сооружений
- 278 приемных земных спутниковых станций.

## Образование
Урало-Сибирский региональный центр РТРС сотрудничает с профильными вузами и колледжами. Студенты проходят практику в подразделениях радиотелецентра, знакомятся с технологиями цифрового вещания.

## Награды
Урало-Сибирский региональный центр РТРС получил награду в конкурсе общественного признания по итогам 2017 года в номинации «Откровение года» за организацию регионального цифрового вещания на юге региона. Награду директору филиала Евгению Дроздинскому вручил директор ГТРК «Регион-Тюмень» Анатолий Омельчук.
В 2020 году директор филиала Евгений Дроздинский удостоен медали Ордена «За заслуги перед Отечеством» II степени". (Указ Президента Российской Федерации от 03.08.2020 № 493)